# Климово (Спировский район)
Климово — деревня в Спировском районе Тверской области.

## География
Находится в центральной части Тверской области на расстоянии приблизительно 8 км по прямой на юг-юго-восток от районного центра поселка Спирово.

## История
Деревня была отмечена как Климова ещё на карте 1825 года. В 1859 году здесь (деревня Новоторжского уезда) было учтено 36 дворов. До 2021 года входила в состав Пеньковского сельского поселения Спировского района до его упразднения.

## Население
Численность населения: 237 человек (1859 год), 17 (русские 71 %, цыгане 29 %) в 2002 году, 10 в 2010.